# Dorset
Pour les articles homonymes, voir Dorset (homonymie).
Le Dorset (prononcé /ˈdɔːrsɪt/ en anglais et /dɔrsɛt/ en français) est un comté situé dans le Sud-Ouest de l'Angleterre, sur le littoral de la Manche. Son chef-lieu est Dorchester. D'une superficie de 2 653 km2, le Dorset est un comté majoritairement rural, dont plus de la moitié de la population vit dans l'aire urbaine de Bournemouth. Les comtés voisins sont le Devon à l'ouest, le Somerset au nord-ouest, le Wiltshire au nord-est et le Hampshire à l'est.
Le littoral du Dorset, la Côte jurassique, est inscrit au Patrimoine mondial de l'UNESCO et compte plusieurs curiosités géologiques, comme Lulworth Cove, l'île de Portland, Chesil Beach et Durdle Door. Le Dorset est traditionnellement un comté agricole, mais le tourisme joue un rôle croissant dans son économie, en particulier les stations balnéaires de Bournemouth, Poole et Weymouth, qui se sont développées à partir du début du XIXe siècle. Les hivers sont doux, la région étant davantage protégée des vents d'ouest que le Devon voisin.

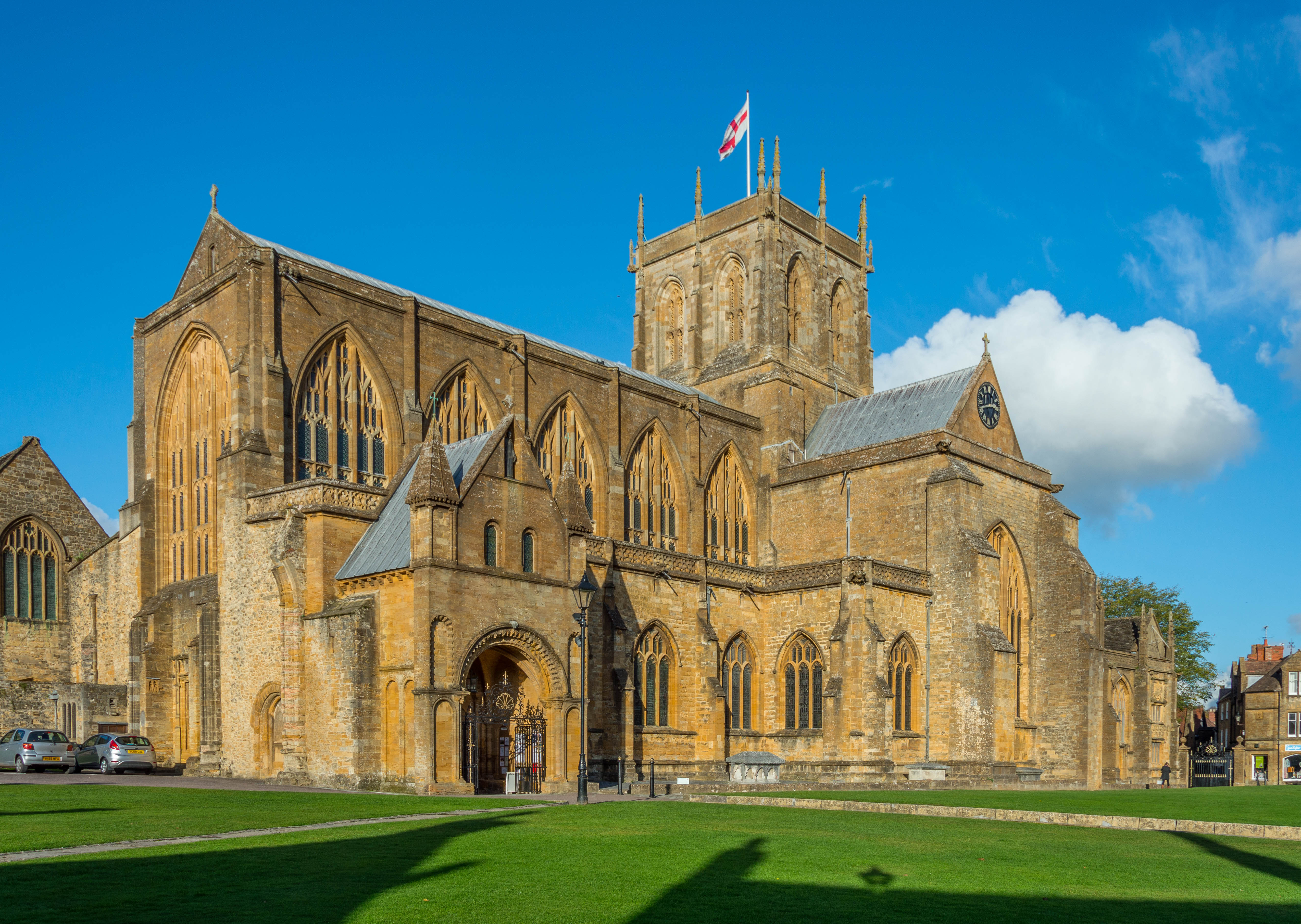
L'église paroissiale, ancienne abbatiale, de Sherborne.

## Étymologie
Le Dorset tire son nom de la ville de Dorchester, son chef-lieu historique. Dorchester est fondée par les Romains au Ier siècle sous le nom de Durnovaria (en), forme latinisée d'un toponyme brittonique qui pourrait désigner « l'endroit aux galets de la taille d'un poing ». Au Haut Moyen Âge, les Anglo-Saxons lui donnent le nom de Dornwaraceaster, avec le suffixe -ceaster qui désigne les villes romaines en vieil anglais. Les habitants de la région sont alors désignés sous le nom de Dornsæte, c'est-à-dire le peuple (sæte) de la région de Dorn, forme courte de Dornwaraceaster,. Ce nom est mentionné pour la première fois dans la Chronique anglo-saxonne, une série d'annales compilées à la fin du IXe siècle. Le nom de Dorsetshire est attesté quant à lui à partir du Xe siècle.
Néanmoins selon Xavier Delamarre, la signification du nom du peuple celtique des Durotriges qui ont donné leur nom à la ville de Dorchester, puis au Dorset, est à interpréter différemment. Il voit ainsi dans le nom Durotrages (la graphie Durotriges semble douteuse) un composé *Dūro-trag-es signifiant « Aux-Pieds-d’Acier » ou « Coureurs-d’Acier », au regard du sens de *dūro- en brittonique, avec le premier membre Dūro- à rapporter à irl. dúr « rigide, solide, ferme »’, bret. dir « acier », gallois dur « acier ».

## Géographie

### Hydrologie
Les principaux fleuves du Dorset sont la Frome, la Piddle et la Stour, qui coulent tous les trois du nord-ouest vers le sud-est. Les deux premières suivent des cours à peu près parallèles et se jettent dans le Poole Harbour, tandis que la Stour, qui prend sa source dans le Wiltshire, se jette dans la Manche plus à l'est, à Christchurch. C'est également là que se jette l'Avon, un fleuve dont la majeure partie du cours se situe dans le comté voisin du Hampshire. À l'inverse, l'Axe et la Yeo prennent leur source dans les Dorset Downs avant d'aller arroser le Devon et le Somerset respectivement. Le sud-ouest du Dorset est traversé par une série de fleuves côtiers dont les plus importants sont la Char, la Brit, la Bride et la Wey.

### Climat
Le Dorset connaît un climat océanique avec des étés chauds et des hivers doux. C'est en partie grâce à sa situation géographique : il s'agit du troisième comté le plus au sud du Royaume-Uni, et il est plus protégé des vents de l'Atlantique que ne le sont les Cornouailles ou le Devon. Les températures hivernales dans le sud-ouest de l'Angleterre oscillent en moyenne entre 4,5 et 8,7 °C, ce qui est supérieur à la moyenne britannique, mais le Dorset bénéficie en outre de températures estivales supérieures à celles des Cornouailles et du Devon, en moyenne entre 19,1 et 22,2 °C.
Le Dorset figure parmi les comtés les plus ensoleillés du Royaume-Uni aux côtés du Hampshire, du Sussex de l'Ouest, du Sussex de l'Est et du Kent, avec entre 1 541 et 1 885 heures d'ensoleillement par an. La pluviométrie est variable. Dans les Dorset Downs, elle se situe entre 1 000 et 1 250 mm/an, ce qui est moins qu'en Cornouailles ou dans le Devon, mais davantage que dans les comtés plus à l'est.

## Histoire
La première présence humaine dans le Dorset est celle de chasseurs du Mésolithique, vers 8000 av. J.-C,. Les premières traces d'occupation permanente remontent au Néolithique, vers 3000 av. J.-C. C'est de cette période que date le Dorset Cursus (en), une structure en terre levée à fonction cérémonielle ou rituelle de plus de 10 km de long,. À partir de 2800 av. J.-C., les agriculteurs de l'âge du bronze commencent à déboiser la région et édifient de nombreux tumulus circulaires dans les collines de craie du comté. Durant l'âge du fer, la tribu celte des Durotriges fonde une série de collines fortifiées dans tout le Dorset, parmi lesquelles Maiden Castle, l'une des plus grandes d'Europe.
Les armées romaines arrivent dans le Dorset peu après le début de leur conquête de la Grande-Bretagne, en 43 ap. J.-C. La légion menée par Vespasien s'empare de Maiden Castle et fonde une ville non loin de là, à Durnovaria (en). Au terme de la période romaine, la population locale édifie Bokerley Dyke (en), une fortification de terre à la frontière du Hampshire. Cette fortification semble avoir retardé l'avancée des Anglo-Saxons pendant près d'un siècle et demi. Néanmoins, le Dorset est intégré au royaume des Saxons de l'Ouest au cours du VIIe siècle. C'est de cette période que date sa constitution en comté, avec des frontières qui ne changent guère par la suite, ainsi que l'établissement d'un diocèse à Sherborne. C'est dans le Dorset, près de l'île de Portland, que se déroule la première attaque connue des Vikings dans les îles britanniques, en 789. Le comté continue à subir leurs attaques durant les deux siècles qui suivent,.
Après la conquête normande, en 1066, le Dorset passe sous un régime féodal, et la majeure partie des terres du comté sont réparties entre la Couronne et l'Église. Les Normands assoient leur autorité au début du XIIe siècle en construisant des châteaux à Corfe, Wareham et Dorchester. La population augmente au cours des deux siècles qui suivent, de même que la production agricole à travers le développement des enclosures. Le commerce de la laine et l'exploitation du marbre de Purbeck contribuent à la prospérité du comté, qui possède des ports actifs à Weymouth, Melcombe Regis, Lyme Regis et Bridport. La peste noire, qui arrive à Melcombe Regis en 1348, porte un coup d'arrêt à ce développement en exterminant un tiers de la population du Dorset.
La dissolution des monastères (1536-1541) est accueillie sans grande résistance dans le Dorset, où de nombreuses abbayes sont vendues à des propriétaires privés, notamment celles de Shaftesbury, Cerne et Milton. L'église abbatiale de Sherborne, majoritairement gothique perpendiculaire mais dont quelques assises remonontent à l'époque saxonne, est l'une des principales qui subsistent. Au début de la Première révolution, en 1642, le comté est entièrement contrôlé par les royalistes, à l'exception des villes de Poole et Lyme Regis, mais les parlementaires parviennent à le conquérir en l'espace de trois ans. En 1645, plus de 2 000 Clubmen, des habitants du cru cherchant à se défendre contre les déprédations commises par les deux camps, sont écrasés par l'armée de Thomas Fairfax à Hambledon Hill (en). La dernière forteresse royaliste du Dorset, le château de Corfe, tombe aux mains des parlementaires en 1646.
En 1685, c'est dans le Dorset, à Lyme Regis, que débarque le duc de Monmouth, qui cherche à renverser le roi Jacques II. Après l'écrasement de la Rébellion de Monmouth, une série de procès, les « Assises sanglantes », prennent place afin de condamner les rebelles. En l'espace de cinq jours, le juge Jeffreys rend 312 sentences à Dorchester, dont 74 condamnations à mort et 175 déportations. L'année suivante, le député Thomas Earle (en) organise une réunion dans son manoir de Charborough House pour débattre de la possibilité de déposer Jacques II. C'est le point de départ de la Glorieuse Révolution.
Au XVIIIe siècle, le Dorset connaît d'importantes opérations de contrebande. Son littoral, avec ses grottes et ses plages de sable, se prête particulièrement bien à ce genre d'activité, dans laquelle s'illustre notamment le Hawkhurst Gang (en). Durant cette période, Poole devient le principal port du comté et développe des liens commerciaux avec les pêcheries de Terre-Neuve qui fournissent des débouchés aux manufactures de toile, de cordes et de filets des environs. Dans l'ensemble, la révolution industrielle ignore le Dorset, dépourvu de ressources en charbon, et le comté reste donc en majorité agricole.
Le mouvement ouvrier britannique y trouve son origine en 1834, lorsque six paysans, les martyrs de Tolpuddle (en), forment un syndicat pour lutter contre la baisse des salaires. Condamnés à la déportation en Australie, ils sont finalement graciés, leur histoire ayant ému l'opinion publique.
Le régiment du Dorsetshire est la première unité britannique à subir une attaque au gaz durant la Première Guerre mondiale. Il connaît des pertes particulièrement lourdes à la bataille de la Somme. Environ 4 500 soldats issus du Dorset trouvent la mort durant ce conflit, et parmi toutes les villes et villages du comté, seul Langton Herring peut se prévaloir de n'avoir vu aucun de ses résidents tués. Durant la Seconde Guerre mondiale, les préparatifs de la bataille de Normandie se déroulent en partie dans le Dorset, avec des exercices d'entraînement à Studland et Weymouth, ainsi que dans le village de Tyneham. Le Jour J, des dizaines de milliers de soldats partent des ports de Weymouth, Portland et Poole, tandis que des planeurs de la base aérienne de Tarrant Rushton larguent des troupes près de Caen dans le cadre de l'opération Tonga.
Après 1945, le Dorset connaît un développement de son industrie touristique. Son littoral et ses stations balnéaires, popularisés dès la fin du XVIIIe siècle par les visites du roi George III à Weymouth, attirent des millions de visiteurs chaque année, tout comme les paysages ruraux de l'intérieur des terres. Le déclin de l'agriculture a fait du tourisme le principal secteur économique du Dorset.

## Administration

Divisions du Dorset.

Depuis 2019, le gouvernement local du Dorset comprend seulement deux entités : les autorités unitaires de Dorset et Bournemouth, Christchurch and Poole.
| No | Nom                                 | Chef-lieu   | Superficie (km2) | Population (est. 2011) |
| -- | ----------------------------------- | ----------- | ---------------- | ---------------------- |
| 1  | Dorset                              | Dorchester  | 2 491,0          | 376 484                |
| 2  | Bournemouth, Christchurch and Poole | Bournemouth | 161,3            | 395 331                |

Le conseil de comté du Dorset est fondé à la suite du Local Government Act 1888 qui fait du Dorset un comté administratif. Son statut évolue en 1974, à la suite du Local Government Act 1972 qui en fait un comté non métropolitain à deux niveaux de gouvernement, subdivisé en huit districts. Au même moment, les villes de Bournemouth et Christchurch, qui appartenaient historiquement au Hampshire, sont rattachées au Dorset afin que la conurbation à laquelle elles appartiennent soit située dans un seul et même comté.
En 1997, les districts de Bournemouth et Poole deviennent des autorités unitaires, indépendantes du conseil de comté du Dorset, en accord avec les recommandations de la Local Government Commission for England. Bournemouth et Poole sont toujours considérées comme faisant partie du comté cérémoniel du Dorset.
En 2019, le conseil du comté et les six autres districts qui restent sous son contrôle (Christchurch, East Dorset, North Dorset, Purbeck, West Dorset et Weymouth and Portland) avec les autorités unitaires de Bournemouth et Poole, ont été tous abolies dans le cadre de la simplification des subdivisions anglaises.

## Politique
L'autorité unitaire du Dorset est dirigée par le Parti conservateur, qui détient 43 des 82 sièges du conseil depuis les élections locales de 2019. En revanche, aucun parti n'emporte la majorité des 76 sièges du conseil de Bournemouth, Christchurch et Poole aux élections locales de 2023. Avec 28 sièges, les Libéraux-démocrates sont les mieux représentés, devant les conservateurs avec 12.
Pour les élections au Parlement, le Dorset est divisé en huit circonscriptions électorales. La plupart sont des bastions du Parti conservateur. Elles ont toutes été remportées par les candidats conservateurs lors des élections générales de 2019.

## Démographie
Au recensement de 2011, le Dorset comptait 744 041 habitants, dont 412 905 dans le comté non métropolitain, 183 491 dans l'autorité unitaire de Bournemouth et 147 645 dans l'autorité unitaire de Poole. Plus de la moitié des habitants du comté résident dans l'aire urbaine de Bournemouth.
| Année      | 1801    | 1811    | 1821    | 1831    | 1841    | 1851    | 1861    | 1871    | 1881    | 1891    | 1901    |
| Population | 101 857 | 112 930 | 129 210 | 143 443 | 161 617 | 169 699 | 174 255 | 178 813 | 183 371 | 188 700 | 188 263 |

| Année      | 1911    | 1921    | 1931    | 1941    | 1951    | 1961    | 1971    | 1981    | 1991    | 2001    | 2011    |
| Population | 190 940 | 193 543 | 198 105 | 214 700 | 233 206 | 259 751 | 292 811 | 321 676 | 366 681 | 390 986 | 412 905 |

La population du Dorset est en moyenne plus âgée que celle du reste du pays. En 2013, 23,6 % des habitants du comté avaient plus de 65 ans, contre 17,4 % pour l'ensemble de l'Angleterre et du pays de Galles, et 18,6 % avaient moins de 17 ans, contre 21,3 % dans l'ensemble de l'Angleterre et du pays de Galles. La population en âge de travailler (entre 16 et 64 ans) est également moindre : 60 % dans le Dorset contre 64 % dans l'ensemble de l'Angleterre et du pays de Galles.

## Transports

### Voies ferroviaires

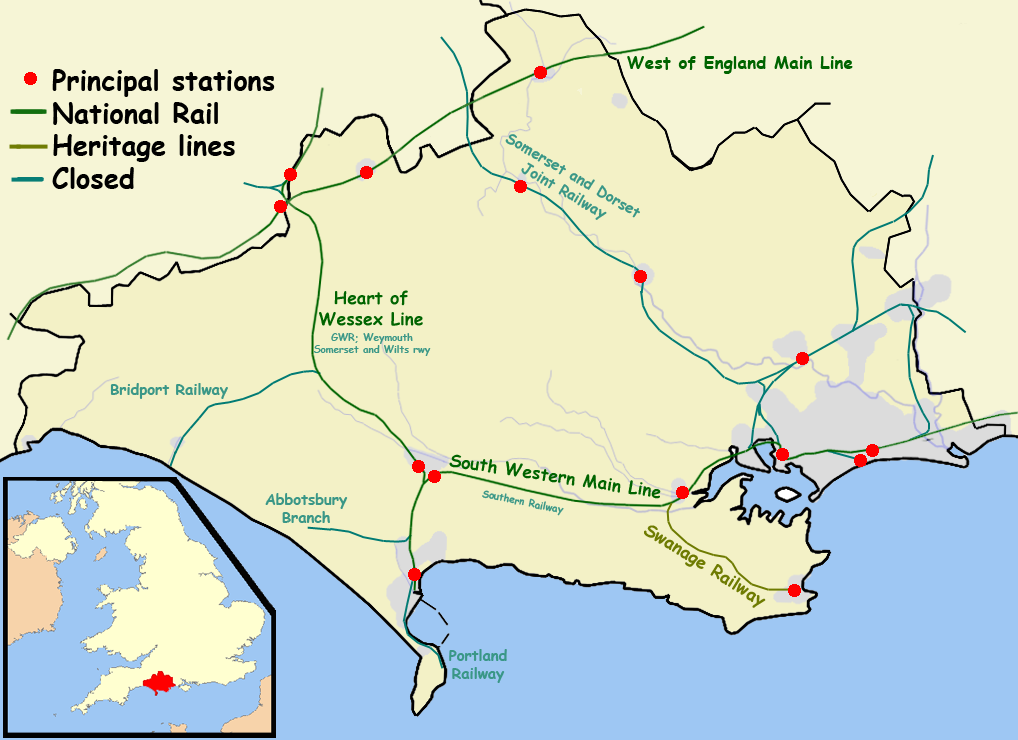
Carte des principales voies ferroviaires du Dorset.

Le Dorset est relié à Londres par deux axes ferroviaires majeurs :
- la West of England Main Line (en), qui relie Londres Waterloo à Exeter (en), traverse le nord du comté et dessert les gares de Gillingham (en) et Sherborne (en) ;
- la South Western Main Line (en), qui relie Londres Waterloo à Weymouth (en), traverse le sud du comté et dessert les gares de Bournemouth (en), Poole (en) et Dorchester (en), ainsi que son terminus, Weymouth.

Il existe également une ligne locale, la Heart of Wessex Line (en), qui relie Weymouth à Bristol. Plus anecdotiquement, la Swanage Railway (en) est un chemin de fer touristique qui relie les gares de Wareham (en) et Swanage (en).

### Voies routières

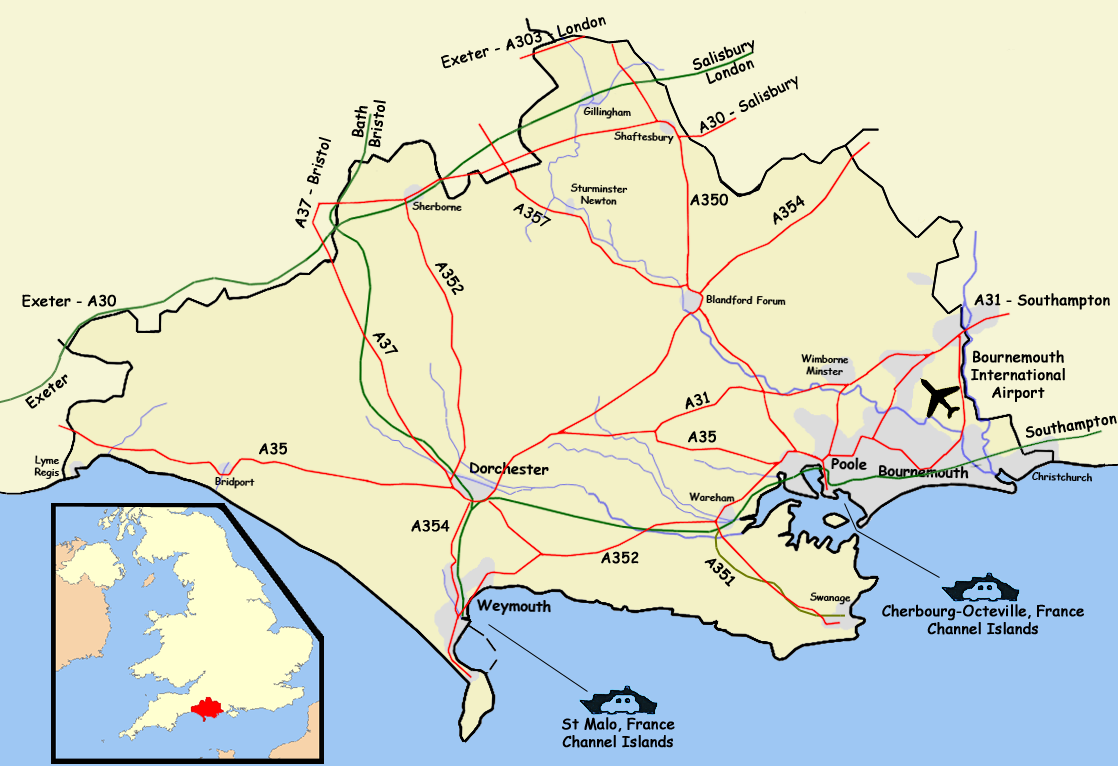
Carte des principaux axes routiers du Dorset.

Le Dorset fait partie des rares comtés anglais sans autoroutes. Les principaux axes routiers qui le traversent sont :
- la A303 (en), qui relie le West Country à Londres via l'autoroute M3, passe dans le nord-ouest du comté ;
- la A35 (en), qui relie Honiton (Devon) à Southampton (Hampshire), traverse le sud du comté d'ouest en est, passant à Bridport, Dorchester, Poole, Bournemouth et Christchurch ;
- la A31 (en), qui se détache de la A35 à Bere Regis, devient l'autoroute M27 (en) après son entrée dans le Hampshire.

D'autres routes importantes à l'échelle locale sont :
- la A338 (en), qui relie Bournemouth à Ringwood (Hampshire) et Salisbury (Wiltshire) ;
- la A354 (en), qui relie Weymouth et Dorchester à Salisbury via Blandford Forum ;
- la A37 (en), qui relie Dorchester à Yeovil (Somerset) ;
- la A350 (en), qui relie Poole à Warminster (Wiltshire) via Bladford Forum et Shaftesbury.